# Claës Lewenhaupt (1854–1932)
Claës Axel August Lewenhaupt, född 3 april 1854 i Stockholm, död 4 september 1932, var en svensk greve, militär och kabinettskammarherre.

## Biografi
Lewenhaupt blev underlöjtnant vid Livregementets husarer 1876 och ryttmästare 1892. År 1894 blev Lewenhaupt kammarherre hos kronprins Gustaf och 1908 kabinettskammarherre vid Kungliga Hovstaterna. År 1929 blev han överstekammarjunkare. Från 1884 innehade Lewenhaupt fideikommisset Claestorp.
Lewenhaupt var son till greve Sten Axel Lewenhaupt och Augusta Elisabet Pauli.

## Utmärkelser

### Svenska utmärkelser
- Konung Oscar II:s och Drottning Sofias guldbröllopsminnestecken, 1907.[3]
- Konung Oscar II:s jubileumsminnestecken, 1897.[3]
- Konung Gustaf V:s jubileumsminnestecken med anledning av 70-årsdagen, 1928.[4]
- Kronprins Gustafs och Kronprinsessan Victorias silverbröllopsmedalj, 1906.[3]
- Kommendör av första klassen av Nordstjärneorden, 6 juni 1918.[5]
- Kommendör av andra klassen av Nordstjärneorden, 5 juni 1915.[6]
- Riddare av Nordstjärneorden, 1909.[7]
- Kommendör av första klassen av Vasaorden, 6 juni 1923.[8]
- Riddare av första klassen av Vasaorden, 1907.[9]
- Riddare av första klassen av Svärdsorden, 1900.[10]
- Riddare av Carl XIII:s orden, 28 januari 1930.[11]
- Rättsriddare av Johanniterorden i Sverige, 1920.[12][13]
- Riddare av Johanniterorden i Sverige, 1900 (i Preussen).[12][14]

### Utländska utmärkelser
- Storkorset av Belgiska Leopold II:s orden, tidigast 1925 och senast 1928.[12][13]
- Storkorset av Danska Dannebrogorden, tidigast 1921 och senast 1925.[12][14]
- Kommendör av första graden av Danska Dannebrogorden, senast 1915.[3]
- Storkorset av Lettiska Tre Stjärnors orden, tidigast 1928 och senast 1931.[4][13]
- Riddare av första klassen av Ryska Sankt Stanislausorden, senast 1915.[3]
- Storkorset av Spanska Civilförtjänstorden, tidigast 1928 och senast 1931.[4][13]
- Storkorset av Brittiska Victoriaorden, tidigast 1921 och senast 1925.[12][14]
- Riddare av andra klassen med kraschan av Preussiska Kronorden, senast 1915.[3]
- Kommendör av första klassen av Sachsiska Albrektsorden, senast 1915.[3]
- Kommendör av Franska Hederslegionen, senast 1915.[3]
- Andra klassen av Kinesiska Dubbla drakorden, senast 1915.[3]
- Officer av Rumänska kronorden, senast 1915.[3]
- Riddare av Preussiska Johanniterorden, senast 1915.[3]
- Tredje klassen av Persiska Lejon- och solorden, senast 1915.[3]
- Tredje klassen Osmanska rikets Meschidie-orden, senast 1915.[3]